# Lukas Adebahr
Lukas Adebahr (* 1990) ist ein deutscher Koch.

## Werdegang
Lukas Adebahr wuchs in München auf; er ist der Bruder von Felix Adebahr.  
Nach Stationen im Restaurant Tantris bei Hans Haas in München (zwei Michelinsterne) und im Restaurant Werneckhof bei Tohru Nakamura in München (zwei Michelinsterne) wechselte Adebahr zum Restaurant Herzog in München, wo er Küchenchef wurde.
Seit 2021 ist er Küchenchef im Restaurant 1804 Hirschau. 2024 wurde das Farm-to-Table genannte Konzept vom Guide Michelin mit einem grünen Stern ausgezeichnet. 2025 wurde das Restaurant mit einem Michelinstern ausgezeichnet.

## Auszeichnungen
- 2024: Ein Grüner Stern für das Restaurant 1804 Hirschau in München[1]
- 2025: Ein Michelinstern für das Restaurant 1804 Hirschau in München[3]